# ميتسكوشي

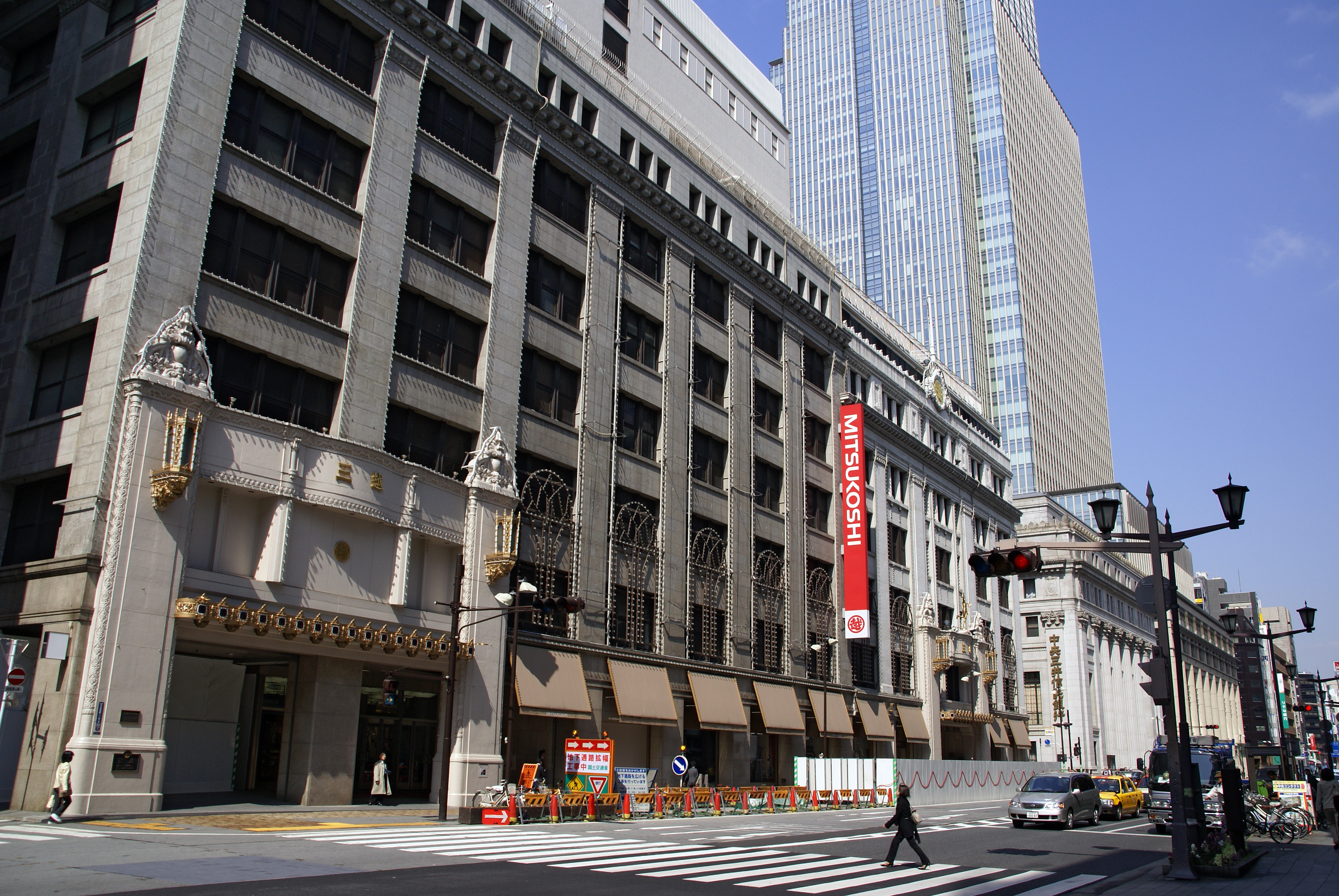
مدخل مجمع ميتسكوشي الرئيسي في نيهونباشي.

ميتسكوشي (باليابانية: 株式会社三越 كابوشكي كايشا ميتسكوشي) هو سلسلة مجمعات تجارية دولية يقع مركزها الرئيسي في طوكيو، اليابان. تأسست الشركة عام 1673. سميت محطة ميتسوكوشي في طوكيو مترو الواقعة أمام المجمع الرئيسي في نيهونباشي على اسم الشركة. تملك الشركة العديد من الفروع داخل اليابان بالإضافة إلى فروع في العديد من الدول الأوروبية وشمال أمريكا.

## وصلات خارجية
- الموقع الرسمي
- M خدمة الزبائن الأجانب